# 神面纹玉戚

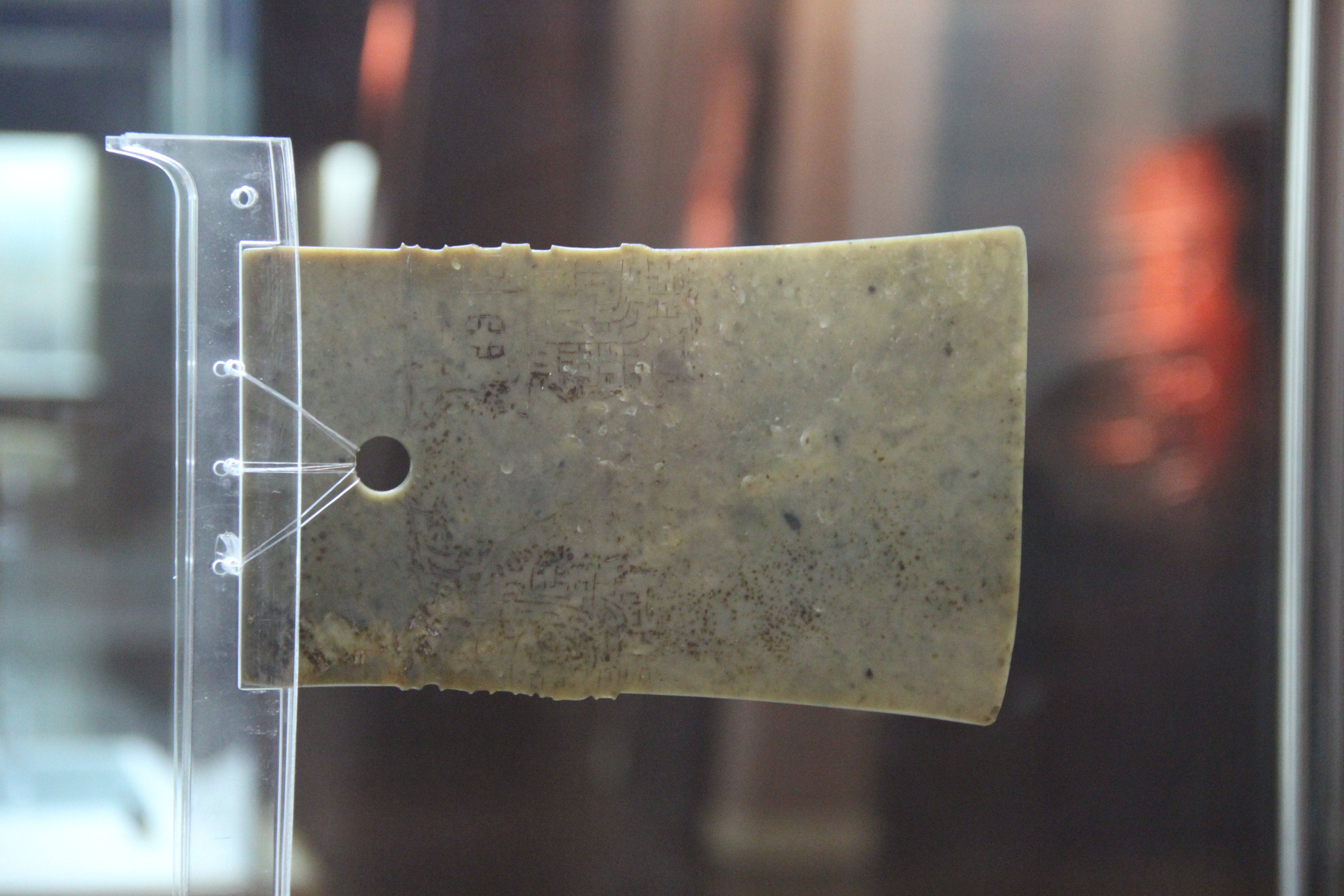
神面纹玉戚，现藏于山西博物院

神面纹玉戚，又名神面纹青玉戚，为中华人民共和国山西博物院藏的新石器时代玉器文物，时代约公元前2500年，为国家一级文物。

## 特点
1964年，黎城县后庄村村民李月辰在广志山打五灵脂时，在鼯鼠洞中拾得，送省时曾得十七元奖金，为一双玉戚。其中一个斧形有明显线刻，高20.6厘米，宽13.1厘米。一侧为神人半侧面头像；另一侧为一方形台座上置神人冠饰像。根据黎城文博馆藏的唐大历年间的《康玢书经幢》，当地曾有祭天礼仪的祭坛，因此推测为祭祀用品。纹饰上属于龙山文化晚期。山西省考古研究所副所长刘永生推测玉戚纹饰为蚩尤头像，但学术界尚存争议。